# 南町 (板橋区)
南町（みなみちょう）は、東京都板橋区の町名。丁目の設定がない単独町名である。全域で住居表示が実施されている。

## 地理
板橋区の最南端、豊島区へめり込むように位置する。町域の南東・南・南西の3辺をもって板橋区 - 豊島区境を形成する。北で幸町、東で中丸町、南東で豊島区池袋、南及び西は豊島区高松。町域の東部を首都高速道路が南北に走り、北辺を国道が東西に走る。板橋区に位置するにもかかわらず、ほぼ池袋駅の徒歩圏内である。

### 地価
住宅地の地価は、2025年（令和7年）1月1日の公示地価によれば、南町19-2の地点で67万6000円/m2となっている。
なお、住宅地としては、2020年の時点で公示地価調査地点の中で区内で5番目の高さである。

## 歴史
江戸時代は中丸村に属した。
- 1958年（昭和33年）3月1日：地番整理により（旧）板橋町三・四丁目の一部地域が南町に再編される。[7]

## 世帯数と人口
2025年（令和7年）3月1日現在（板橋区発表）の世帯数と人口は以下の通りである。
- 世帯数 : 2,949世帯
- 人口 : 4,671人

### 人口の変遷
国勢調査による人口の推移。
| 年                 | 人口  |
| ------------------ | ----- |
| 1995年（平成7年）  | 4,468 |
| 2000年（平成12年） | 4,398 |
| 2005年（平成17年） | 4,289 |
| 2010年（平成22年） | 4,354 |
| 2015年（平成27年） | 4,625 |
| 2020年（令和2年）  | 4,790 |

### 世帯数の変遷
国勢調査による世帯数の推移。
| 年                 | 世帯数 |
| ------------------ | ------ |
| 1995年（平成7年）  | 2,187  |
| 2000年（平成12年） | 2,313  |
| 2005年（平成17年） | 2,399  |
| 2010年（平成22年） | 2,536  |
| 2015年（平成27年） | 2,670  |
| 2020年（令和2年）  | 2,917  |

## 学区
区立小・中学校に通う場合、学区は以下の通りとなる（2021年8月時点）。
- 区域 : 全域
  - 小学校 : 板橋区立板橋第五小学校
  - 中学校 : 板橋区立板橋第二中学校

なお、板橋区が実施している入学予定校変更希望制の選択の際、特例で豊島区高松小学校、千川中学校を選択できる。

## 事業所
2021年（令和3年）現在の経済センサス調査による事業所数と従業員数は以下の通りである。
- 事業所数 : 114事業所
- 従業員数 : 720人

### 事業者数の変遷
経済センサスによる事業所数の推移。
| 年                 | 事業者数 |
| ------------------ | -------- |
| 2016年（平成28年） | 114      |
| 2021年（令和3年）  | 114      |

### 従業員数の変遷
経済センサスによる従業員数の推移。
| 年                 | 従業員数 |
| ------------------ | -------- |
| 2016年（平成28年） | 1,004    |
| 2021年（令和3年）  | 720      |

## 交通

### 鉄道
町域に駅は存在しないが、以下の路線・駅が利用可能である。
- 東京地下鉄（東京メトロ）
  - 副都心線・有楽町線：池袋駅・要町駅（豊島区要町一丁目、西池袋五丁目および池袋三丁目）
- 東武鉄道
  - 東武東上線：大山駅（大山町および大山東町）

### バス
- 国際興業バス　※出入庫に伴う区間運行系統は省略。
  - 南町庚申通り：池20　池袋駅西口行き・高島平操車場行き、池21　池袋駅西口行き・舟渡町経由高島平駅行き、池02　池袋駅西口始発熊野町循環、池03　池袋駅西口始発要町循環、池04　池袋駅西口始発中丸町循環（平日6便のみ運転、土休日運休）
  - 南町：池03　池袋駅西口始発要町循環、池04　池袋駅西口始発中丸町循環
  - 南町住宅：池02　池袋駅西口始発熊野町循環、池03　池袋駅西口始発要町循環
  - 南町仲通り：池04　池袋駅西口始発中丸町循環

### 道路
- 首都高速5号池袋線：高松入口
- 東京都道317号環状六号線（山手通り）

## 施設
- ハタ・スポーツプラザ （簱興行、2011年4月10日閉館）

## 出身・ゆかりのある人物
- 大村襄治（衆議院議員、防衛庁長官）
- 大村清一（衆議院議員、内務大臣、防衛庁長官）
- 藤本彰（三井生命保険取締役）

## その他

### 日本郵便
- 郵便番号 : 173-0027[3]（集配局 : 板橋郵便局[17]）。